# Campeonato Acreano 2016
In 2016 werd het 87ste Campeonato Acreano gespeeld voor voetclubs uit de Braziliaanse staat Acre. De competitie werd georganiseerd door de Federação de Futebol do Estado do Acre en werd gespeeld van 21 februari tot 21 mei. Atlético werd kampioen.

## Eerste toernooi
| Plaats | Club              | Wed. | W | G | V | Saldo | Ptn. |
| ------ | ----------------- | ---- | - | - | - | ----- | ---- |
| 1.     | Rio Branco        | 7    | 6 | 1 | 0 | 19:1  | 19   |
| 2.     | Atlético          | 7    | 6 | 0 | 1 | 19:7  | 18   |
| 3.     | Galvez            | 7    | 5 | 1 | 1 | 19:9  | 16   |
| 4.     | Alto Acre         | 7    | 3 | 0 | 4 | 8:12  | 9    |
| 5.     | Vasco da Gama     | 7    | 2 | 1 | 4 | 9:14  | 7    |
| 6.     | Plácido de Castro | 7    | 1 | 2 | 4 | 4:15  | 5    |
| 7.     | Andirá            | 7    | 1 | 1 | 5 | 9:18  | 4    |
| 8.     | Amax              | 7    | 1 | 0 | 6 | 9:20  | 3    |

|  | Geplaatst voor finale en Série D 2016          |
|  | Geplaatst voor tweede toernooi en Série D 2016 |
|  | Geplaatst voor tweede toernooi                 |
|  | Degradatie                                     |

## Tweede toernooi
| Plaats | Club              | Wed. | W | G | V | Saldo | Ptn. |
| ------ | ----------------- | ---- | - | - | - | ----- | ---- |
| 1.     | Atlético          | 5    | 4 | 0 | 1 | 11:2  | 12   |
| 2.     | Galvez            | 5    | 3 | 1 | 1 | 11:3  | 10   |
| 3.     | Rio Branco        | 5    | 3 | 0 | 2 | 12:5  | 9    |
| 4.     | Vasco da Gama     | 5    | 2 | 0 | 3 | 7:13  | 6    |
| 5.     | Alto Acre         | 5    | 1 | 1 | 3 | 4:13  | 4    |
| 6.     | Plácido de Castro | 5    | 1 | 0 | 4 | 4:13  | 3    |

|  | Geplaatst voor finale |

## Finale
|             |                   |       |                                    |                                                 |
| 14 mei Heen | Rio Branco        | 1 – 3 | Atlético                           | Arena da Floresta, Rio Branco Toeschouwers: 583 |
| 14 mei Heen | Alfredo 35' (own) |       | 13' Polaco 33' (44) Raffael Barros | Arena da Floresta, Rio Branco Toeschouwers: 583 |

| Rio Branco | Atlético |

|              |                       |       |                     |                               |
| 21 mei Terug | Atlético              | 2 – 1 | Rio Branco          | Arena da Floresta, Rio Branco |
| 21 mei Terug | Polaco 67' Renato 79' |       | 90' Matheus Malvera | Arena da Floresta, Rio Branco |

| Atlético | Rio Branco |

### Kampioen
| Campeonato Acreano de 2016   |
| Acre                         |
| ---------------------------- |
| ATLÉTICO Kampioen (7° titel) |